# Guzmania virescens
Guzmania virescens là một loài thực vật có hoa trong họ Bromeliaceae. Loài này được (Hook.) Mez mô tả khoa học đầu tiên năm 1896.